# Нібі
Нібі (нім. Nieby), також Нюбю (дан. Nyby) — громада в Німеччині, розташована в землі Шлезвіг-Гольштейн. Входить до складу району Шлезвіг-Фленсбург. Складова частина об'єднання громад Гельтінгер-Бухт.
Площа — 8,07 км2. Населення становить 127 ос. (станом на 31 грудня 2020).

## Галерея

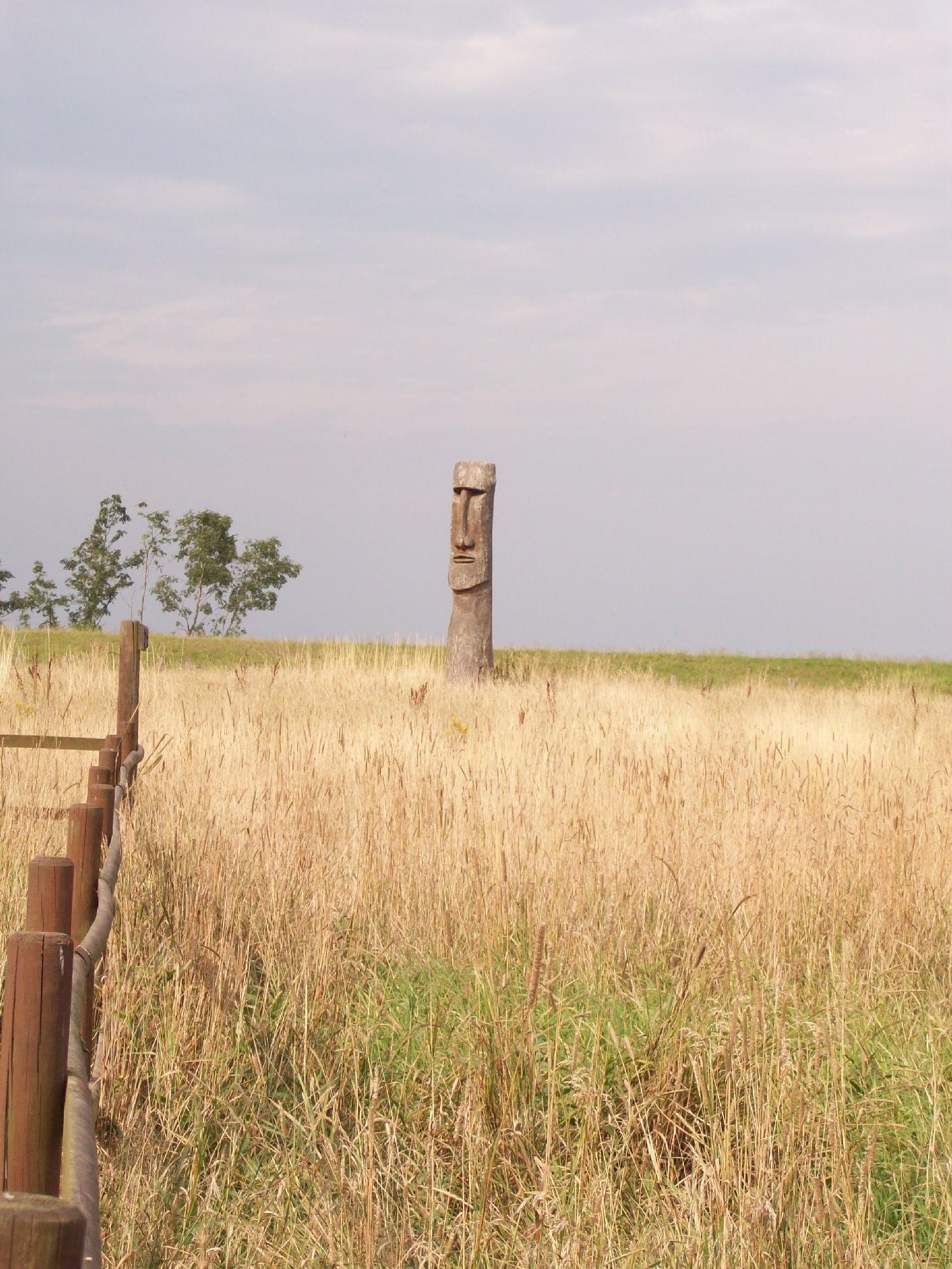